# Братчиков Ігор Анатолійович
Ігор Анатолійович Братчиков (нар. 30 вересня 1961, Костянтинівка, Сталінська область, УРСР) — український футболіст, півзахисник.

## Життєпис
У 1979 році виступав за дубль донецького «Шахтаря». Дорослу кар'єру розпочав у 1980 році в київському СКА, з яким того ж сезону здобув перемогу в зональному турнірі другої ліги і в фінальній пульці. У 1981 році зіграв 44 матчі за СКА в першій лізі. У 1982 році повернувся в Донецьк, але виступав лише за дубль, а потім за фарм клуб «гірників» — «Шахтар» (Горлівка).
У 1984 році перейшов до харківського «Металіста». У його складі дебютував у вищій лізі 17 березня 1984 року в матчі проти ленінградського «Зеніту». Всього у складі «Металіста» зіграв 19 матчів у вищій лізі і після закінчення сезону покинув команду.
Надалі виступав у першій і другій лігах чемпіонату СРСР за «Шахтар» (Горлівка), «Кривбас», «Металург» (Запоріжжя), «Поділля» (Хмельницький), «Кремінь», «Приборист».
Після розпаду СРСР виступав за клуби Угорщини («Ракоці» Капошвар) та Росії (АПК Азов), а також у вищій лізі Латвії за «Відус» і «Пардаугава». В Україні виступав в основному за команди нижчих дивізіонів. У вищій лізі України зіграв один матч — 28 листопада 1993 року в складі запорізького «Металурга» проти «Дніпра» (0:7). Футбольну кар'єру завершив у єнакіївській «Південьсталі».
Після закінчення кар'єри гравця працював селекціонером у клубах «Ворскла» і «Металург» (Запоріжжя). Станом на 2017 рік — тренер-консультант псевдоклубу «Оплот Донбасу» (окупована частина Донецької області).